# Gonzalo Belloso
Gonzalo Belloso, né le 30 mars 1974  à Rosario, est un joueur de football hispano-argentin.

## Biographie
Il joue dans le championnat d'Argentine de football à partir de 1993 sous les couleurs du CA Rosario Central puis du Club Atlético Lanús. À Lanús, Belloso est une idole. 
En 1999 il est transféré au RC Strasbourg, sous les ordres de Claude Leroy. Il était alors surnommé le buffle de Patagonie. Son passage en France est un échec et il est alors prêté au club mexicain du CD Cruz Azul, avec lequel il atteint la finale de la Copa Libertadores 2001. Il retourne ensuite dans le championnat d'Argentine.